# Luna (曲)
「Luna」（ルナ）は、安良城紅の8枚目のシングル。

## 概要
- 前作「How Are U?」から約5ヶ月ぶりの発売となる。
- 1曲目はEX金曜ドラマ「松本清張・最終章 わるいやつら」主題歌。金曜ナイトドラマ主題歌は、デビュー時代の「Harmony」と「Here alone」以来の久々のタイアップである。
- 2曲目は日本テレビ「GO!SHIODOMEジャンボリー! ワッショイ!2009」テーマソング。
- シングルはレディースアパレルブランド「CECIL McBEE」とプロモーションタイアップ。フォト・ショットはCECIL McBEEからの服を着て、プロモーション中で（CM、イベントなど）「Luna」が流れた。

## 収録曲
1. Luna
  - 作詞：MCレンジ・YANAGIMAN／作曲：南俊介／編曲：CMJK
  - EX金曜ドラマ「松本清張・最終章 わるいやつら」主題歌。
2. No pain, No gain
  - 作詞：Haruka Mochizuki・Beni／作曲・編曲：YANAGIMAN
  - 日本テレビ系「NFL倶楽部」テーマソング。3枚目のアルバム「GEM」に英語版を収録する。
3. Diggin' on You
  - 作詞・作曲：Kenneth Edmonds／編曲：YANAGIMAN
  - TLCの曲のカバー。
4. Luna (Instrumental)
5. No pain, No gain (Instrumental)